# Undead (álbum)
Undead es el primer álbum en vivo de la banda de blues rock británica Ten Years After grabado y lanzado el año 1968

## Listado de canciones

### Canciones del LP original
1. I May Be Wrong But I Won't Be Wrong Always (Alvin Lee), - 10:40
2. At The Woodchopper's Ball (Woody Herman; Joe Bishop) - 7:50
3. Spider In Your Web (Alvin Lee), - 7:40
4. Summertime (George Gershwin)/ Shantung Cabbage (Ric Lee) - 6:00
5. I'm Going Home (Alvin Lee) - 6:40

### Canciones añadidas en 2002
1. Rock Your Mama
2. Spoonful
3. I May Be Wrong, But I Won't Be Wrong Always
4. Summertime / Shantung Cabbage
5. Spider In My Web
6. Woodchopper's Ball
7. Standing At The Crossroads
8. I Can't Keep From Crying, Sometimes / Extension On One Chord / I Can't Keep From Crying Sometimes
9. I'm Going Home

## Créditos
- Alvin Lee - Guitarra , voz
- Chick Churchill - órgano Hammond
- Ric Lee - batería
- Leo Lyons - Bajo